# Chapelle Saint-Luc de Chasseneuil
Pour les articles homonymes, voir Saint Luc.
La chapelle Saint-Luc de Chasseneuil est une chapelle catholique française. Elle est située sur le territoire de la commune de Chasseneuil, dans le département de l'Indre, en région Centre-Val de Loire.

## Situation
La chapelle se trouve dans la commune de Chasseneuil, au sud du département de l'Indre, en région Centre-Val de Loire. Elle est située dans la région naturelle du Boischaut Sud.

## Toponymie
Le Prieuré, Saint Luc de Chasseneuil, c’est-à-dire dans la paroisse Saint Luc de Cassinogliis, patron : le Roi pour Déols, uni à la mense conventuelle de l’abbaye de Varennes le 5 septembre 1766.
Prieuré de Chasseneuil, l’état des visites de M. de Larochefoucault dit qu’il est possédé par le prieur de Rennes (ordre de Cîteaux de 1772). Le domaine de Saint Luc, même la chapelle de Saint Luc, le tout dépendant du Prieuré de Saint Luc, et situé en la paroisse de Chasseneuil, distraction faite des 2 grandes brandes, l’une appelée la Brande de Saint Luc et l’autre le Bois de la Vessière, le 6 juillet 1791